# Hèrcules lluita amb el lleó de Nemea
Hèrcules lluita amb el lleó de Nemea és un quadre de Francisco de Zurbarán exposat en el Museu del Prado de Madrid, Espanya. Està pintat a l'oli sobre llenç, i mesura 151 cm d'alt per 166 d'ample.
Hèrcules havia de realitzar dotze treballs per Euristeu, encara que Zurbarán només va pintar deu per al Palau del Buen Retiro per raons d'espai. El que ens ocupa es tracta del primer treball de l'heroi. És per aquesta raó que apareix completament nu, ja que la seva vestidura tradicional a l'hora de representar-li consisteix en la pell d'aquest lleó, que evidentment va a morir. Són rars els nus integrals en l'art espanyol, i més encara els de tema profà, no pintats amb l'excusa d'un Sant Sebastià, per exemple, o un Crist en la Creu. Zurbarán probablement es va inspirar per dur a terme aquest en un gravat, doncs la musculatura que realitza és molt lineal i d'ombreig molt marcat. L'heroi destaca de la resta del llenç gràcies a l'esclat de llum sobre el seu cos. Del lleó amb prou feines intuïm el cap, ja que la resta es troba esbossat i en la foscor. Hèrcules va tractar de matar-ho primer amb fletxes (les fletxes es troben als seus peus, trencades) però davant la dificultat es va abalançar directament sobre la fera i la va matar amb les seves pròpies mans. La raó del tema es troba en la identificació tradicional de l'heroi amb la dinastia espanyola. Hèrcules lluita contra el lleó per lliurar la regió de Nemea del seu terror: de la mateixa manera, el rei espanyol Felip IV és el protector i defensor del seu poble.